# Anca Boagiu
Anca-Daniela Boagiu (ur. 30 listopada 1968 w Konstancy) – rumuńska polityk, urzędniczka i inżynier, posłanka i senator, minister transportu (2000), minister integracji europejskiej (2005–2007) oraz minister transportu i infrastruktury (2010–2012).

## Życiorys
Z wykształcenia inżynier budownictwa wodnego, absolwentka Universitatea „Ovidius” din Constanța z 1995. W latach 90. zajmowała się zawodowo współpracą z międzynarodowymi instytucjami finansowymi, m.in. jako urzędniczka krajowej administracji drogowej i ministerstwa transportu.
Od czerwca do grudnia 2000 zajmowała stanowisko ministra transportu w rządzie Mugura Isărescu. W 2000 zaangażowała się w działalność polityczną w ramach Partii Demokratycznej (przemianowanej następnie na Partię Demokratyczno-Liberalną). W 2014 dołączyła z tym ugrupowaniem do Partii Narodowo-Liberalnej.
W latach 2000–2008 sprawowała mandat posłanki do Izby Deputowanych. Następnie przez dwie czteroletnie kadencje zasiadała w Senacie. Wchodziła w międzyczasie w skład dwóch rządów. Od sierpnia 2005 do kwietnia 2007 była ministrem integracji europejskiej w gabinecie Călina Popescu-Tăriceanu, a od września 2010 do lutego 2012 ministrem transportu i infrastruktury u Emila Boca. Objęła także funkcję wiceprzewodniczącej Europejskiej Partii Ludowej. W 2016 znalazła się poza parlamentem. Do 2019 kierowała strukturami PNL w stołecznym Sektorze 2.